# Affaire de l'Ange blond
Vous lisez un « article de qualité » labellisé en 2016.
L’affaire de « l'Ange blond », ou de la petite Maria, a pour point de départ la recherche des parents biologiques d'une fillette blonde repérée par la police grecque dans un camp de Roms, le 16 octobre 2013. Huit jours plus tard, après avoir pris une dimension internationale avec la mise à contribution d'Interpol et l'appel à témoins lancé par l'association de protection infantile « Le Sourire de l'enfant », l'enquête débouchait sur l'identification des parents, Atanas et Sacha Roussev, dans un camp rom de Bulgarie. Tous deux confirmaient avoir confié leur fille peu après sa naissance à Christos Salis et Eleftheria Dimopoulou, le couple auprès duquel elle avait été trouvée. Le 9 novembre 2015, ces derniers étaient acquittés de l'accusation d'enlèvement, faute de preuves. La petite Maria Roussev restait en Grèce, à la garde de l'association.
L'affaire a entrainé des mesures de contrôle dans l'administration grecque, les lacunes de l'état civil ayant été pointées comme l'un des facteurs de la situation de l'enfant. Elle fit surtout l'objet, dans le monde et en particulier en Europe, d'une dizaine de jours de médiatisation intense, avant de disparaitre de l'actualité une fois les parents biologiques retrouvés. Sa couverture médiatique a suscité l'apparition de plusieurs cas similaires à travers le continent, notamment en Irlande où deux autres « anges blonds » furent enlevés à leurs parents roms par les autorités. Elle a été suivie de réactions officielles et associatives visant le plus souvent, à l'instar de celle du commissaire aux droits de l'homme du Conseil de l'Europe, à dénoncer les risques de stigmatisation attachés à la diffusion de préjugés fondés sur des stéréotypes.
Fait divers qui vit une enquête policière provoquer un emballement médiatique aussi intense que fugace, l'affaire a donné lieu à des analyses multiples. Celles qui visent à en éclairer le contexte mettent en valeur, selon l'angle choisi, la vulnérabilité des minorités roms devant le trafic d'enfants, le poids particulier des discriminations qu'elles subissent en Grèce, « l'invisibilité officielle » qui les entoure dans l'ensemble de l'Europe ou un climat politique marqué par le durcissement, à l'échelle du continent, des politiques nationales dont elles sont l'objet. Du point de vue du travail social et au regard des intentions policières et associatives en matière de protection de l'enfance, l'affaire apparait comme emblématique des effets pervers inhérents au déclenchement et à l'exploitation d'une « panique morale ». L'analyse de son traitement par les médias fait notamment ressortir la place qu'y ont occupée les représentations sur les Roms, que ce soit dans les facteurs explicatifs de l'engouement médiatique, dans la dramatisation initiale de l'affaire par la presse grecque ou dans les défaillances qualitatives de sa couverture européenne, et à travers la diversité des situations nationales. L'examen de ces représentations conduit à mettre en avant les présupposés raciaux auxquels renvoie l'image de « l'Ange blond » et la nature fantasmatique de celle du Rom voleur d'enfants, qui contraste avec les atteintes concrètes subies par les familles et les communautés roms.

## Déroulement

### En Grèce
| \| Pharsale Larissa Athènes \| Localisation de Pharsale en Grèce. |
| Pharsale Larissa Athènes                                          |

Le 16 octobre 2013, dans un camp rom proche de Pharsale, au centre de la Grèce, des policiers qui effectuaient une perquisition de routine à la recherche de drogue et d'armes sont frappés par l'apparence d'une fillette de quatre à six ans : ses cheveux blonds, sa peau très pâle et ses yeux verts la distinguent tant des quatre enfants au teint mat avec lesquels elle joue que du couple de bruns à la peau foncée qui loge à proximité. Christos Salis et Eleftheria Dimopoulou, alors âgés de respectivement 39 et 40 ans, se présentent comme les parents adoptifs de la petite Maria, sans qu'aucun des deux ne puisse en apporter de preuve. La police retire la fillette du camp et la confie à la garde de l'association « Le Sourire de l'enfant ».
Des tests ADN confirment que les deux Roms ne sont pas les parents biologiques de l'enfant. Interrogés, ils fournissent successivement plusieurs explications : selon l'une, elle leur aurait été confiée en Crète par son père, ressortissant canadien ; selon une autre, ils l'auraient trouvée à l'entrée d'un supermarché ; pour finir, ils déclarent en avoir reçu la garde de sa mère, une Rom bulgare qui ne pouvait s'en occuper, peu après la naissance. Suspectés d'avoir kidnappé ou acheté la fillette pour tirer profit des aides sociales et, à terme, d'un mariage forcé, ils sont inculpés le 21 octobre pour enlèvement, ainsi que pour constitution de faux documents lors de la déclaration de naissance faite en 2009 à la mairie d'Athènes. Le couple est placé en détention provisoire dans l'attente de son procès.

### Internationalisation

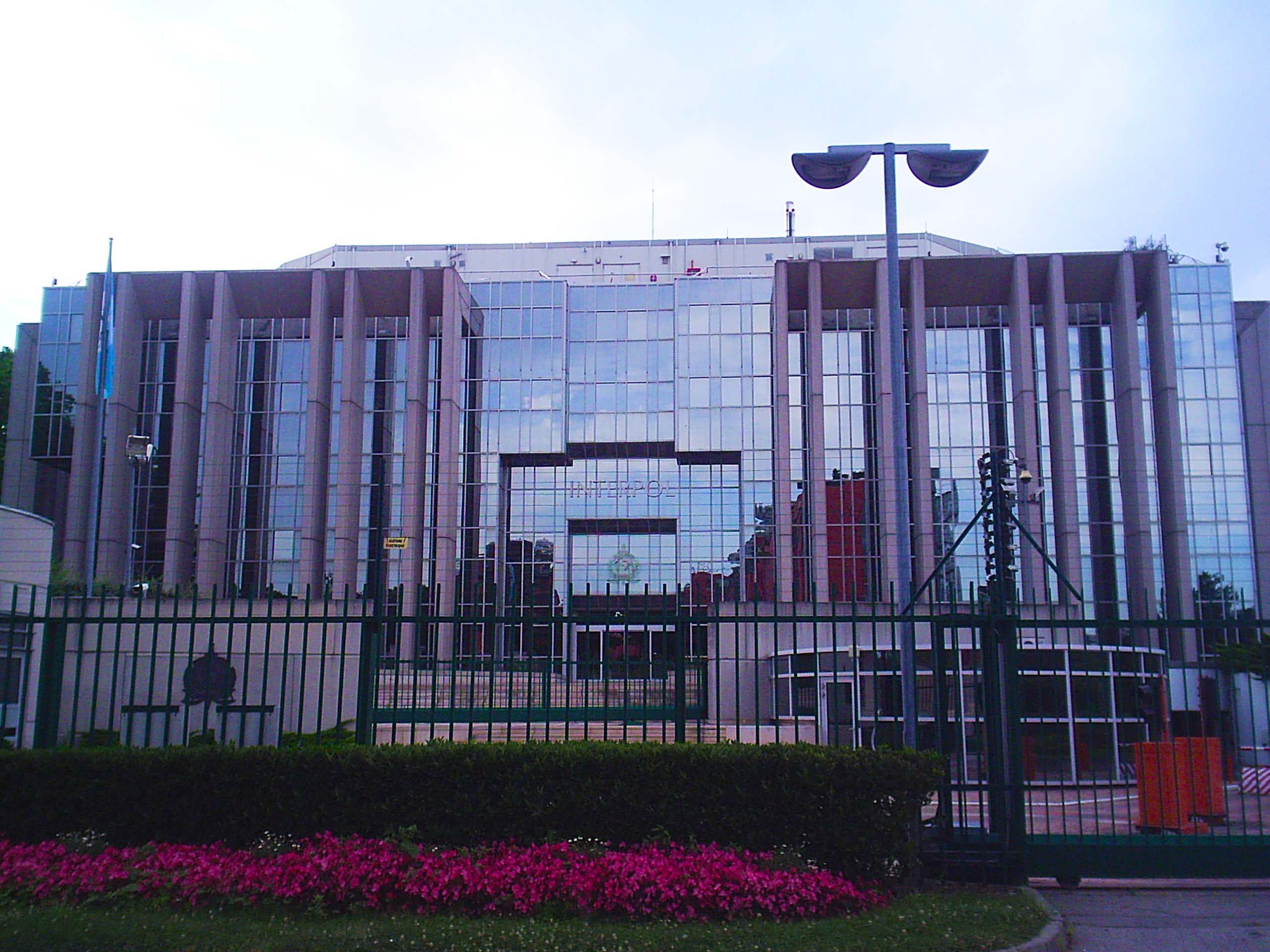
Le siège d'Interpol à Lyon (France).

En saisissant Interpol, les autorités grecques internationalisent l'affaire. Le directeur de la police pour la région de Larissa, Vassilis Halatsis, déclare à la presse : « Les informations que nous recevons de toute l'Europe montrent que ce problème, celui des enfants qui disparaissent et qui tombent entre les mains de gitans, est un problème qui se pose à l'échelle du continent. » Pour déterminer si la fillette a été victime d'enlèvement ou de trafic d'enfant, l'organisation de coopération policière internationale compare d'abord son profil génétique à ceux enregistrés dans sa base de données mondiale. Faute d'obtenir une correspondance, elle demande à ses 190 pays membres de procéder à la même vérification dans leurs bases nationales. Maria n'est retrouvée dans aucune des listes d'enfants recherchés.
De son côté, l'association « Le Sourire de l'enfant » lance un appel à témoins qui reçoit quelque 8 000  à   9 000 réponses. De celles-ci sont extraits huit cas d'enfants disparus, originaires de plusieurs pays dont les États-Unis, la Suède, la Pologne et la France, et qui font l'objet d'un examen approfondi. Parmi eux figurent celui d'une petite Lisa, portée disparue en 2011 à l'âge de 11 mois par un couple du Kansas, qui témoigne de ses souffrances à la télévision américaine ; ainsi que celui de parents grecs, dont l'un d'origine scandinave, ayant perdu à la naissance, en 2009, une fille dont le corps ne leur a jamais été remis, et qui après en avoir obtenu l'exhumation ont trouvé son cercueil vide.

### En Bulgarie
| \| Nikolaevo Stara Zagora Sofia \| Localisation de Nikolaevo en Bulgarie. |
| Nikolaevo Stara Zagora Sofia                                              |

La dernière version donnée par les deux suspects permet aux recherches de remonter jusqu'à un camp rom de Bulgarie, à Nikolaevo. De nombreux habitants y présentent les mêmes caractéristiques physiques que la fillette. Aux dires d'un voisin, une nommée Sacha Roussev s'est montrée émue en voyant l'enfant trouvée à la télévision. Interrogée le 24 octobre 2013, elle reconnait sur photo le couple auquel elle a confié sa fille en 2009. Des tests ADN confirment que son mari Atanas Roussev et elle sont bien les parents biologiques de Maria. Une vérification à l'hôpital de Lamía permet de retrouver le certificat de naissance, en date du 31 janvier 2009.
La justice bulgare ouvre une enquête pour abandon d'enfant. Les autorités envisagent de retirer aux Roussev sept de leurs enfants pour les placer dans différentes structures d'accueil. Le témoignage d'Anton Kolev, un cousin, éclaire leur comportement au moment de la naissance de leur fille : ils étaient alors en Grèce pour la cueillette des poivrons, en situation illégale et sans les moyens nécessaires à l'obtention des papiers permettant de la ramener en Bulgarie avec eux. Ils affirment n'avoir reçu aucune contrepartie financière, invoquant à l'appui la précarité de leurs conditions de vie depuis lors ; selon un proche, ils auraient néanmoins touché les 300 euros nécessaires à leur propre retour en Bulgarie. Le couple explique qu’il n’était pas, à l’époque, en mesure de prendre soin de la fillette, mais qu'il souhaite désormais en reprendre la responsabilité.
En parallèle, Maria Roussev, prise en charge par l'association « Le Sourire de l'enfant », passe plusieurs jours à l'hôpital où elle subit une série de tests médicaux. Il est alors question qu'elle soit accueillie en Bulgarie dans un centre d'assistance sociale, pour quelques semaines ou quelques mois, avant d'être placée dans une famille d'accueil bulgare.

### Conclusions judiciaires
Le 30 juin 2014, le tribunal de Larissa décide de laisser la petite Maria aux soins de l'association grecque « Le Sourire de l'enfant ». Son président, Kostas Giannopoulos, précise n'avoir pas effectué de demande en ce sens, pas plus que les parents biologiques, la seule réclamation ayant été formulée par l'agence bulgare de protection de l'enfance. La décision de justice est motivée notamment par le souci d'épargner « un nouveau changement d'environnement » à la fillette, qui vit dans un foyer avec une vingtaine d'autres enfants, roms ou de langue grecque. Alors qu'elle ne s'exprimait qu'en romani, elle a appris, selon l'association, à parler couramment les deux langues. Les deux accusés ont, entretemps, été remis en liberté, en attente de leur jugement.
Le 9 novembre 2015, la cour d'appel de Larissa acquitte Christos Salis et Eleftheria Dimopoulou de l'accusation d'enlèvement, faute de preuves. Pour utilisation de faux documents, ils sont condamnés respectivement à 18 mois et à deux ans de prison, avec sursis. Maria Roussev, à la même époque, toujours prise en charge en Grèce par « Le Sourire de l'enfant », a entamé sa scolarité. Selon les psychologues qui la suivent, elle se remet progressivement des traumatismes subis.

## Répercussions

### Dans l'administration grecque

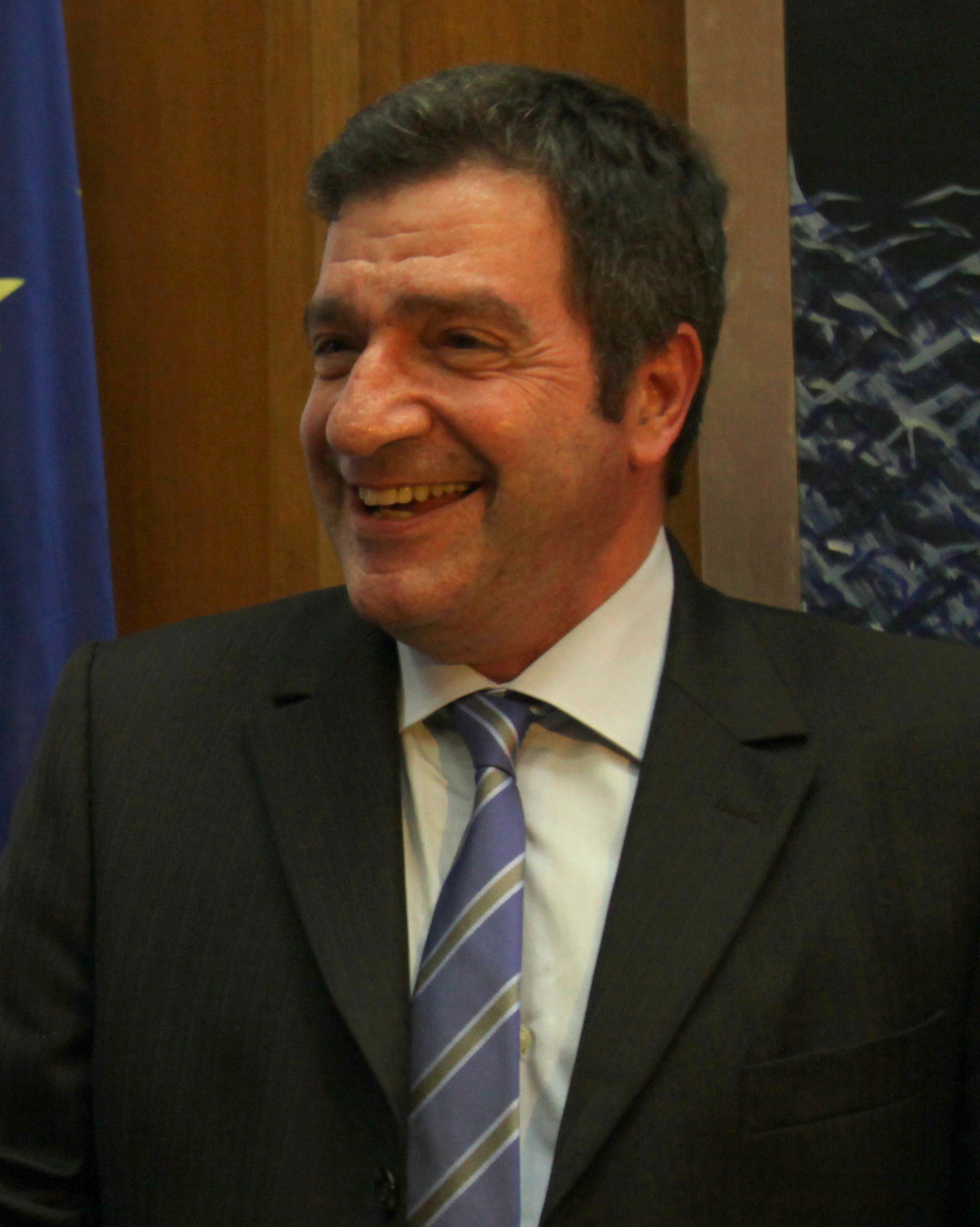
Le maire d'Athènes, Geórgios Kamínis (ici en février 2013), lance un audit du registre local d'état civil.

L'arrestation du couple de suspects a mis en lumière les failles du système d'enregistrement des naissances, pointées comme l'une des causes de l'affaire. Au moment des faits, le registre centralisé n'existe que depuis cinq mois. Eleftheria Dimopoulou a enregistré six enfants à l'état civil de Larissa depuis 1993 et quatre autres, sous une autre identité, à Trikala, également en Thessalie. Christos Salis, de son côté, a fait inscrire quatre enfants à Pharsale. Sur les quatorze enfants déclarés par le couple (dont dix s'avèrent par ailleurs introuvables), six sont prétendument nés en moins de dix mois. Maria a pu être enregistrée au-delà du délai légal de cent jours après la naissance et sa mère adoptive a utilisé une fausse identité pour l'un des deux témoignages nécessaires. Au total, le couple perçoit ainsi 2 790 euros d'allocations familiales par mois.
Le procureur chargé du dossier souligne que le cas n'est pas nécessairement unique, qu'une affaire semblable aurait pu arriver ailleurs dans le pays. Le maire d'Athènes lance un audit du registre local d'état civil ; plusieurs des employés chargés des naissances sont suspendus et leur directeur limogé. Au niveau national, la Cour de cassation ordonne une enquête sur tous les certificats de naissance établis depuis 2008, hormis pour celles déclarées par les hôpitaux. À la suite de cette mesure, plusieurs cas de déclarations de naissance considérées comme suspectes par les autorités sont examinés par la justice.

### Dans les médias
L'affaire connait, sur le moment, une médiatisation d'une ampleur inhabituelle. En Grèce, la découverte et les caractéristiques physiques de la petite Maria alimentent une intense activité médiatique. Les médias du pays diffusent largement des photos de la fillette, qu'ils baptisent « l'Ange blond ». Le surnom est repris par la presse mondiale quand elle s'empare, trois jours plus tard, du sujet répercuté par les agences de presse (AFP, AP et Reuters notamment) : le 19 octobre, le visage de l'enfant est visible dans une grande partie des médias, en Europe et au-delà. À côté des réponses à son appel à témoins, l'association « Le Sourire de l'enfant » enregistre 200 000 visites sur son site web, et un demi-million sur sa page Facebook.
L'emballement médiatique dure une dizaine de jours. Une grande partie de la presse européenne souscrit à l'hypothèse policière de l'enlèvement et reprend le thème des Roms voleurs d'enfants. Dans les journaux britanniques, en particulier dans les tabloïds comme The Sun, The Daily Mail, The Daily Mirror ou The Daily Telegraph, qui publient chacun des dizaines d'articles en une semaine, la thèse de l'enfant volé est mise en relation avec les dossiers d'enfants disparus qui y sont régulièrement suivis. L'intérêt pour la petite Maria se nourrit, en particulier, de la disparition fortement médiatisée de deux enfants britanniques blonds : Madeleine McCann au Portugal, en 2007, et en Grèce Ben Needham, en 1991. Pour « Maddie » McCann, la justice portugaise est au même moment sur le point de rouvrir le dossier classé cinq ans auparavant.
À la reprise massive des dépêches d'agence, les médias et en particulier la presse écrite, en Europe et ailleurs, ajoutent souvent un contenu rédactionnel propre. Des envoyés spéciaux comme celui du Sun décrivent le cadre de vie qu'offrent les camps de Roms. Le portrait de la petite Maria connait des variations. Alors qu'initialement elle est le plus souvent décrite comme une blonde aux yeux verts, parfois gris-vert, des articles les déclarent bientôt de couleur bleue. D'autres complètent son histoire : la fillette a été élevée « pour être donnée en mariage à ses 12 ans », ou enlevée « pour être vendue » ; elle a été forcée de mendier dans les rues ou de danser devant les familles du camp ; une vidéo de mauvaise qualité, où une enfant blonde fait quelques pas de danse avec un couple d'adultes, est censée montrer « Maria, en train de se trémousser le teint pâle, les yeux hagards ».
Certains journaux mettent l'accent sur les clichés auxquels les Roms sont en butte et dénoncent, dans le traitement tant policier que médiatique de l'affaire, une dimension raciale ou raciste. The Guardian critique l'emballement des médias et leur recours aux stéréotypes. Le Monde et Libération, après avoir relayé les dépêches initiales, s'attachent à déconstruire les préjugés qui sous-tendent le thème de « l'Ange blond » et la thèse de l'enfant volé.
Quand les soupçons d'enlèvement largement partagés par la police grecque et les médias sont démentis, l'intérêt s'éteint. Maria Roussev disparait de l'actualité début novembre.

### Autres «anges blonds»
| \| Pharsale Nikolaevo Tallaght Athlone Novi Sad Limassol Thessalonique \| Lieux principaux de l'enquête (en rouge) et des autres cas d'« anges blonds » (en noir). |
| Pharsale Nikolaevo Tallaght Athlone Novi Sad Limassol Thessalonique                                                                                                |

Le 22 octobre est annoncée la découverte, la veille, dans un camp rom d'Irlande, d'un deuxième « ange blond » : à Tallaght, dans la grande banlieue de Dublin, après une dénonciation anonyme faite sur Facebook, la police retient pendant deux jours une fillette de sept ans, malgré le certificat de naissance et le passeport produits par la famille. Un scénario similaire se produit pour un garçon de deux ans retenu pendant cette même journée, à Athlone, dans le centre du pays. Dans les deux cas, les autorités irlandaises retirent un enfant à une famille rom parce qu'il est blond aux yeux bleus, à la différence de ses frères et sœurs ; jusqu'à ce que des tests ADN concluent qu'il est bien l'enfant de ses parents.
Ces nouveaux cas d'« anges blonds » ont été suscités par la couverture médiatique de l'affaire grecque, à propos de laquelle les médias irlandais avaient commencé, comme ailleurs, par suivre le mouvement impulsé par leurs homologues grecs. En leur emboitant le pas, la police déclenche un renversement d'orientation. À partir du 22 octobre, les quotidiens consacrent des dizaines d'articles à dénoncer les préjugés contre les Roms et les drames familiaux qu'ils entrainent, ainsi que le dérapage de services officiels accusés de se livrer au profilage racial. Ces critiques suscitent un retour sur l'affaire grecque, où sont dénoncés les mêmes travers.
Dans des communautés marginalisées comme en Serbie, des Roms relèvent une recrudescence de la discrimination raciale. À Novi Sad, des skinheads tentent d'enlever un enfant devant son domicile parce que son père rom, Stefan Nikolic, a le teint moins clair que lui ; cependant les agresseurs prennent la fuite quand le père menace d'appeler la police.
Deux autres cas, qui apparaissent pendant la même semaine, constituent en même temps des relances de l'affaire Ben Needham. Dans le nord de la Grèce, à Thessalonique, un jeune Rom aux cheveux clairs est soupçonné d'être l'enfant blond disparu le 24 juillet 1991 sur l'ile de Kos : il est soumis à des tests ADN. Parallèlement, la police de Kos reçoit la vidéo d'une cérémonie religieuse filmée près de Limassol, dans le sud de Chypre : au milieu d'un groupe de Roms, apparait un jeune homme aux cheveux châtain clair et aux yeux bleus, ressemblant au portrait-robot du disparu. Alertée par Interpol, la police chypriote publie des avis de recherche illustrés d'images de la vidéo. Le 28 octobre, un jeune homme qui y a reconnu sa photo se présente aux policiers de Limassol et accepte de se prêter à un prélèvement ADN. Comme dans le cas précédent, le résultat des tests est négatif.

### Réactions

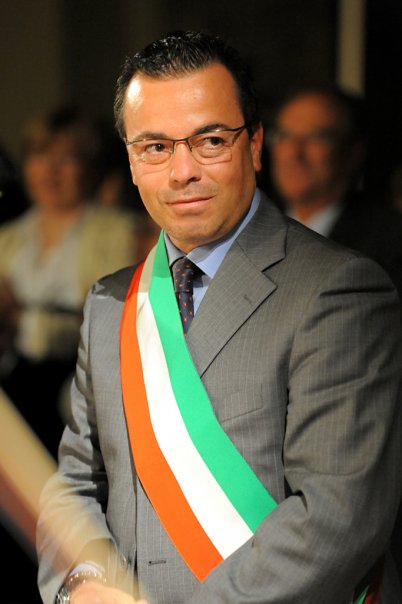
Au nom de la Ligue du Nord, Gianluca Buonanno (ici en 2009) appelle à un contrôle général des camps roms d'Italie.

En Italie, la Ligue du Nord réagit aux soupçons d'enlèvement portés sur le couple qui a élevé Maria en réclamant l'inspection de toutes les communautés roms du pays, pour y vérifier la présence d'enfants perdus. Gianluca Buonanno, député de la Ligue, annonce l'envoi au ministère de l'Intérieur d'une pétition exigeant un contrôle d'identité des habitants des camps.

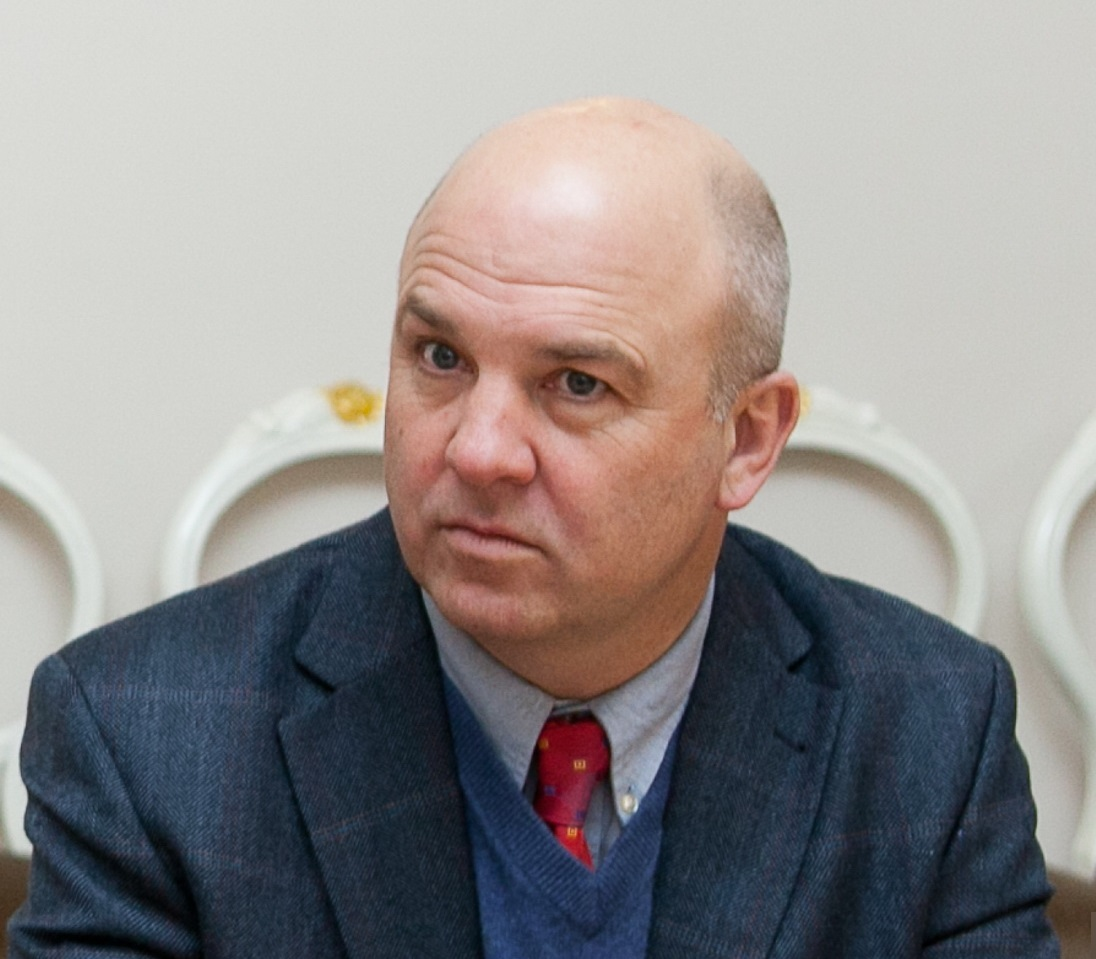
En tant que commissaire aux droits de l'homme du Conseil de l'Europe, Nils Muižnieks (ici en 2012) dénonce l'attitude des médias.

Commissaire aux droits de l'homme du Conseil de l'Europe, Nils Muižnieks déclare : « Dans le cas des enfants trouvés dans des familles roms en Grèce et en Irlande, la plupart des médias, et pas seulement en Europe, ont insisté sur l’appartenance ethnique des personnes incriminées, diffusant le vieux mythe qui fait passer les Roms pour des ravisseurs d’enfants » ; il dénonce dans cette attitude une « couverture irresponsable », susceptible de conséquences importantes sur la vie de millions de Roms. Son rapport d'activité annuel 2013 reprend cette position, tout en resituant les affaires en cause dans le contexte de « l’hystérie suscitée par le prétendu mouvement de masse imminent des Roms de Roumanie et de Bulgarie vers d’autres pays de l’Union européenne dû à la fin toute proche des restrictions à la libre circulation des citoyens de ces pays. »
Plusieurs organisations non gouvernementales attentives aux problèmes des Roms utilisent l'affaire pour montrer la présence dans la société européenne de stéréotypes et de préjugés négatifs à leur égard. Soulignant le risque que les affaires d'« anges blonds » réveillent les haines ancestrales, Dezideriu Gergely, responsable du Centre européen pour les droits des Roms (CEDR), basé à Budapest, rappelle que tous les Roms n'ont pas la peau sombre, que certains ont la peau claire et les yeux verts ; il déplore dans les cas irlandais l'effet de la propagation de préjugés hostiles. Le Centre dénonce les généralisations qui alimentent la stigmatisation dont la communauté est victime dans beaucoup de pays d'Europe.
Kondylia Gogou, chargée de la Grèce et de Chypre à Amnesty International, accuse les médias grecs de favoriser la désinformation et les discriminations en affirmant que les Roms ne peuvent pas s'intégrer. À l'occasion de son rapport de 2014 sur les violences racistes que subissent les Roms en Europe, l'organisation revient sur l'affaire qu'elle crédite d'avoir mis au premier plan le traitement qui leur est réservé en Grèce. Le désintérêt des médias, une fois établi que l'enfant était rom, y est pris comme « signe emblématique de l'hostilité et du rejet à l'égard d'une communauté déjà marginalisée. »
À propos des deux « anges blonds » irlandais, dans un rapport publié en juillet 2014, l'Ombudsman des enfants, Emily Logan, conclut qu'il y a bien eu profilage racial, que les soupçons d'enlèvement n'avaient pas d'autre fondement que les idées préconçues avalisées sous l'influence de l'hystérie médiatique autour de l'affaire grecque et qu'aucune urgence immédiate ne justifiait les actions entreprises. Les deux familles reçoivent des excuses officielles des autorités concernées. Par la suite, une formation visant à prévenir toute forme de discrimination ou de profilage ethnique est introduite dans la police nationale, la Garda ; en octobre 2015, les parents du garçon d'Athlone, qui ont intenté une action en justice contre le ministère de la Justice, le commissaire de la Garda et l'État, obtiennent 60 000 euros de dommages et intérêts pour faits de négligence, emprisonnement arbitraire et préjudice affectif.

## Analyses

### Contexte

#### Trafic d'enfants et communautés roms
Sur le site de BBC News, Paul Kirby reprend les données générales concernant les activités de trafic d'enfants autour des communautés roms : l'Unicef évalue à 3 000 au moins le nombre d'enfants qui, en Grèce, sont aux mains de réseaux originaires de Bulgarie, de Roumanie et des autres pays balkaniques ; la plupart des cas ne sont probablement pas le résultat d'enlèvements, mais plutôt d'achats et de ventes conclus pour quelques milliers d'euros. Pour l'organisation internationale, les communautés roms sont souvent utilisées par les trafiquants parce qu'elles sont pour eux « en dessous du radar de la société ». De même, le Centre européen pour les droits des Roms (CEDR), tout en refusant de lier le fait à des facteurs culturels ou communautaires, reconnait que les Roms constituent un groupe vulnérable, en raison de leur extrême pauvreté et de la faiblesse de leur revenu et de leur éducation.
Vincent Vantighem, sur le site de l'édition française du quotidien gratuit 20 minutes, rappelle les précédents qui ont orienté les débuts de l'enquête : en 2011, en pleine croissance du trafic d'enfants entre la Bulgarie et la Grèce, la coopération policière des deux pays avait permis l'arrestation de dix Bulgares et deux Grecs, accusés d'avoir conduit en Grèce 17 femmes bulgares enceintes pour vendre ensuite leurs nouveau-nés. Aux dires d'experts, les opérations de ce type sont facilitées par les lacunes de la législation grecque sur l'adoption, concernant les enfants étrangers en particulier. De source policière, elles rapportent aux intermédiaires de 15 000  à   20 000 euros par enfant. En septembre 2014, alors que les parents de Maria Roussev sont toujours soupçonnés d'avoir vendu leur fille, Clémentine Fitaire, sur le site Aufeminin, fait le rapprochement avec un nouveau cas de trafic d'enfants dont la police grecque vient d'annoncer le démantèlement : six individus, dont un pédiatre et un notaire, faisaient venir de Bulgarie en Grèce des femmes enceintes en situation de précarité, pour y accoucher ; les bébés étaient ensuite revendus à des couples candidats à l'adoption, pour environ 10 000 euros. En novembre 2015, quand Christos Salis et Eleftheria Dimopoulou sont acquittés des accusations d'enlèvement, le site grec Ekathimerini.com rappelle que selon le ministère de la Justice, des douzaines de cas de trafic d'enfants et d'adoptions illégales sont en cours d'instruction, dont certains impliquent des médecins et des cliniques privées ; parmi les facteurs explicatifs, sont citées la faiblesse de la natalité et la lourdeur des procédures d'adoption.

#### Situation des Roms dans la société grecque
Ermal Bubullima, du Courrier des Balkans, relève que l'affaire a conduit les médias grecs à poser la question, habituellement passée sous silence, de la situation économique et sociale des Roms dans le pays, qu'il présente à grands traits : apparus au XIe siècle dans l'histoire de la Grèce, les Roms, de nos jours environ 300 000, y vivent dans des conditions souvent déplorables et subissent des discriminations multiples ; l'ONG grecque Réseau Rom estime ainsi à 83 % les camps de Roms dénués d'accès à l'électricité ; l'eau courante et l'assainissement y sont également rares et l'implantation fréquemment située sur des emplacements nocifs, près d'abattoirs ou de décharges. En mai 2013, la Grèce, qui avait déjà été sanctionnée pour ségrégation scolaire en 2008, a été condamnée (en même temps que la République tchèque, la Hongrie, et la Slovaquie) par la Cour européenne des droits de l'homme (CEDH) pour avoir laissé exclure des enfants roms de certaines écoles primaires, et mis en place pour eux des écoles séparées.
Sur le site d'actualité et d'opinion Equal Times, Katerina Penna rappelle combien la crise économique grecque et ses conséquences ont avivé les réactions hostiles à l'égard des minorités et des migrants. Confrontés à des niveaux de chômage démesurés et à une discrimination croissante, les Roms sont facilement tenus pour responsables de la criminalité, du sous-emploi et de l'instabilité. Leur situation s'est encore empirée avec les progrès du parti d'extrême-droite Aube dorée, qui les a souvent violemment attaqués.
En octobre 2014, un an après l'éclatement de l'affaire, Nikolia Apostolou, écrivaine et cinéaste athénienne s'exprimant sur le site des Open Society Foundations, ne relève pas d'amélioration significative mais plutôt un renforcement des préjugés. Il existe ici ou là des signes de progrès : ainsi à Examilia, près de Corinthe, après des années d'effort, les jeunes joueurs de l'équipe de football rom ont perçu un changement dans le regard des habitants de la ville voisine, qui viennent maintenant assister à leurs matchs. Mais le programme décennal de coopération avec les communautés roms, censé s'attaquer aux problèmes de scolarisation, de santé, de logement et de travail, peine à entrer dans la réalité nationale et locale.

#### Aspects et incidences de la situation administrative des Roms en Europe
S'exprimant dans The Guardian, Zeljko Jovanovic, lui-même d'origine rom et directeur du programme Roma Initiative (une association du réseau Open Society Foundations), souligne que, du fait de la malnutrition et des conditions de logement et d'hygiène, les quelque 12 millions de Roms qui vivent en Europe ont une espérance de vie de 10 ans inférieure en moyenne à celle du reste de la population. Une étude menée en 2012 dans onze États européens précise, en outre, que 90 % des familles roms vivent sous le seuil de pauvreté de leurs pays respectifs et que 15 % d'entre eux ont atteint l'école secondaire. Aux yeux du dirigeant associatif, l'absence de certificat de naissance valide et de papiers pour Maria illustre une cause majeure de cette situation d'exclusion : le défaut de documents officiels. « L'invisibilité officielle » qui en résulte exclut les Roms de la protection de la loi, mais aussi des soins médicaux, de l'école, de la recherche d'emploi ou de la participation aux élections.
Comme le rappelle Paul Kirby, depuis le milieu des années 1990, l'Union européenne cherche à obtenir l'enregistrement complet de tous les Roms à travers l'Europe. 95 % d'entre eux étant sédentarisés, l'opération ne soulève en principe pas de problème administratif particulier. Cependant, malgré tous les efforts déployés pour les enregistrer dans les bases nationales, de nombreuses familles roms restent en dehors du système.
D'après le tableau que brosse Zeljko Jovanovic, aucun pays d'Europe ne dispose dans ses statistiques de données officielles précises sur la population rom ; de nombreux Roms n'ont pas de certificat de naissance, par défaut de déclaration, le cout du document étant parfois prohibitif ; certains évitent de signaler leur identité par crainte des discriminations : les centaines de milliers de victimes du nazisme restent un souvenir vivant dans la communauté et les craintes présentes ne sont pas toujours imaginaires (par exemple, la police suédoise a entretenu une liste illégale de 4 000 Roms). S'ajoutent à cela les difficultés juridiques et procédurales qui, selon le dirigeant associatif, empêchent souvent et délibérément l'obtention des documents d'identité : elles montrent à ses yeux que l'invisibilité des Roms est politiquement et économiquement commode pour les gouvernements qui devraient, sinon, garantir leur accès à l'éducation, la santé, la justice, leur représentation dans la fonction publique, leur participation aux élections, etc. Le défaut d'identité officielle en fait des victimes plus faciles du trafic d'êtres humains ou des dysfonctionnements judiciaires et les soumet souvent au risque d'être considérés comme apatrides.

#### Orientation des mesures et des discours politiques portant sur les Roms dans les pays européens
Pour Daniel Bonvoisin, membre de l'équipe du site associatif Média Animation, l'affaire et surtout l'écho médiatique qu'elle a rencontré sont à resituer dans le climat politique qui entoure, à cette époque, les minorités roms d'Europe : depuis les années 2000, ces populations font l'objet de mesures nationales contraignantes visant leurs camps ou, quand elles sont étrangères, leur rapatriement dans leur pays d'origine, la plupart du temps en Europe centrale et orientale (Roumanie, Bulgarie ou Kosovo) ; la France, l'Allemagne et l'Italie s'illustrent particulièrement dans ces politiques qui s'accentuent à partir de 2010, avec la multiplication des expulsions pratiquées par le gouvernement français.
L'origine de cette situation réside, selon cette analyse, dans l'adhésion à l'Union européenne des pays de la partie centrale et orientale du continent : cela a fait de leurs ressortissants roms des citoyens européens à part entière, censés pouvoir jouir sur le territoire de l'Union de la liberté de circulation qui en est au principe. En 2013, les tensions s'avivent à l'approche de la fin, prévue pour 2014, des restrictions imposées à la Roumanie et à la Bulgarie dans leur intégration à l'espace Schengen. À la méfiance générale qui pèse sur la capacité de ces pays à contrôler leurs flux migratoires, s'ajoute l'inquiétude vis-à-vis des Roms.
De nombreux discours, note Daniel Bonvoisin, défendent un renforcement des politiques de contrôle, sans toujours éviter les clichés. L'extrême-droite en est coutumière : en Hongrie, en 2011, le journaliste Ferenc Szaniszlo compare les Roms à des singes, sans que cela l'empêche d'être ensuite décoré par le gouvernement de Viktor Orbán ; en France, en juillet 2013, Jean-Marie Le Pen prédit le déferlement de 12 millions de Roms, qu'il voit tous « dans les starting-blocks ». Mais le thème atteint un éventail politique plus large. En septembre 2013, à propos du démantèlement de camps, le ministre de l'Intérieur français, le socialiste Manuel Valls, déclare : « Ces populations ont des modes de vie extrêmement différents des nôtres, et qui sont évidemment en confrontation, il faut tenir compte de cela, cela veut bien dire que les Roms ont vocation à revenir en Roumanie ou en Bulgarie. » Le mois suivant, à propos de l'ouverture des frontières aux travailleurs bulgares et roumains, David Cameron, Premier ministre britannique, conservateur, avertit : « si les gens ne sont pas ici pour travailler — s'ils mendient ou dorment dans la rue — ils seront expulsés. » Aux yeux du spécialiste des relations interculturelles, bien que portant sur des mesures différentes, les deux discours relaient le même message sur l'incompatibilité des modes de vie entre les minorités roms et ce qu'il devient délicat d'appeler des « sociétés d'accueil ».
Au-delà de la conjoncture immédiate, l'écrivain Patrick McGuinness voit dans cette attitude d'hostilité rentrée, dans cette « logique passive-agressive », l'expression d'un point commun à tous les pays, de l'Ouest ou de l'Est du continent, où les Roms constituent une minorité significative : faute de s'identifier à un territoire, ceux-ci semblent mettre en cause l'idée même d'identité nationale, enclenchant un jeu d'exclusion mutuelle où les cultures majoritaires, pour se justifier de les rejeter, se supposent rejetées par eux.

### Protection de l'enfance et «panique morale»
S'agissant de protection de l'enfance, Jana Hainsworth, du réseau associatif Eurochild, voit surtout dans l'affaire l'illustration d'une tendance trop répandue : la diabolisation des « mauvais » parents, au détriment d'une approche plus attentive à la complexité des situations des familles. Pour elle comme pour Huus Dijksterhuis, du réseau européen de défense des Roms ERGO, séparer l'enfant de sa famille est une solution qui ne devrait être envisagée qu'en dernier recours ; elle ne saurait dispenser des efforts à déployer en direction des communautés marginalisées, fondés sur une analyse systémique des causes de leur exclusion. Tous deux se félicitent à cet égard des dispositions prises en Irlande en application des recommandations du rapport d'Emily Logan.
Pour Viviene Cree, universitaire spécialiste du travail social, qui développe cette analyse avec Gary Clapton et Mark Smith, l'affaire présente toutes les caractéristiques de la « panique morale » :
- des acteurs sociaux perçus comme une menace pour la société : en l'occurrence, les Roms « voleurs d'enfants » ;
- des médias qui en donnent une représentation stylisée et stéréotypée : de fait, le traitement médiatique de l'affaire s'est placé dans un registre très émotionnel, laissant transparaitre un racisme sous-jacent dans l'évocation de « l'Ange blond » ;
- l'édification de « barricades morales » et la production de diagnostics et de solutions par des experts socialement reconnus : ici, ce sont les médias qui ont rempli ce rôle, les associations et les spécialistes de l'enfance se gardant généralement de toute implication directe ;
- des modes de traitement qui évoluent et des répercussions difficiles à maitriser : d'ores et déjà, même avant de pouvoir évaluer les résultats à long terme de l'affaire, il est possible d'en faire ressortir qu'en matière de travail social, « l'enfer est pavé de bonnes intentions »[4].

En effet, selon Viviene Cree, on ne peut pas contester que le souci du bien-être et de la protection de l'enfant faisait partie des mobiles des policiers. Pourtant, dès les premiers jours qui ont suivi la découverte de Maria, il apparaissait déjà qu'elle n'était ni une inconnue, ni une mal aimée dans le camp de Pharsale. D'après les témoignages des résidents, sa situation ne résultait ni d'un enlèvement, ni d'un trafic d'être humain, mais plutôt d'une forme d'adoption informelle ; de plus, son père biologique continuait de lui rendre visite, la dernière fois cinq jours seulement avant l'intervention des enquêteurs, alors que sa mère se trouvait à Sofádes, un village situé à quelques dizaines de kilomètres. La vidéo où la fillette apparait en train de danser, les témoignages de la communauté et les photos de famille montrent une enfant heureuse et choyée, non seulement par le couple rom, mais plus largement par la famille étendue au sein de laquelle elle vivait. Ensuite, Maria a été placée en centre d'accueil et y est restée. S'il est possible qu'elle fasse un jour l'objet d'une adoption en bonne et due forme, il est peu probable que ce soit par la famille rom dans laquelle elle a passé les cinq premières années de sa vie. Un tel résultat laisse la spécialiste sceptique quant à sa cohérence avec les bonnes intentions initiales.
De façon plus générale, l'affaire illustre dans cette analyse les risques du maniement des paniques morales. Les acteurs associatifs ou institutionnels sont enclins à créer ou à entretenir ces phénomènes, pour susciter la prise de conscience et le soutien à leur propre compréhension des problèmes sociaux. Elles ont pourtant souvent des conséquences négatives, intentionnelles ou non, qui renforcent les stéréotypes et les comportements de repli au lieu d'aller vers plus de justice et d'égalité. Pour les travailleurs sociaux, il est donc nécessaire d'affronter la complexité de ces situations, en étant conscients du rôle qu'ils y jouent de par leur profession.

### Fonctionnement des médias

#### Ressorts de l'emballement médiatique
Du traitement médiatique de l'affaire, Daniel Bonvoisin estime qu'il est moins remarquable par son contenu que par son ampleur : susciter l'intérêt presque unanime des médias du continent est exceptionnel pour un fait divers concernant des Roms. Cherchant à recenser les raisons de cet emballement, le site d'actualité français Le Huffington Post note d'abord le mystère dans lequel l'enquête commence. Le 19 octobre, devant la presse, le porte-parole de la police régionale évoque plusieurs possibilités : enlèvement dans un hôpital, par suite d'un acte isolé ou dans le cadre d'un trafic, abandon par une mère célibataire. À la multiplicité des hypothèses des enquêteurs s'ajoutent la multiplicité et l'obscurité des versions successivement fournies par le couple de suspects. L'une d'entre elles, en attribuant à l'enfant une origine canadienne, a en outre pour conséquence l'implication des médias nord-américains.
Pour Jean-Laurent Van Lint, de l'hebdomadaire Moustique, la fascination éprouvée pour l'affaire se nourrit aussi de l'image de « pureté menacée » portée par la figure de « l'ange blond », image derrière laquelle se développe « en filigrane l'histoire d'une petite Aryenne dans les griffes d'une race barbare ». Selon le journaliste, cette dérive, consciente ou non, se combine parfois, pour instruire le procès fait aux Roms, avec un misérabilisme qui donne à l'affaire des allures de « roman dickensien ». Daniel Bonvoisin voit dans ces images et, plus généralement, dans « l'imaginaire sur les Roms », le moteur du discours médiatique. Comme il le note, les clichés, même dans les textes qui visent à les déconstruire et en dénoncent la dimension stigmatisante, restent au centre du propos. À ses yeux, le traitement médiatique se révèle ici conditionné par un discours européen largement soupçonneux à l'égard des Roms, et l'ampleur donnée à l'affaire montre combien les représentations qui ont cours sur une minorité, couplées à un climat politique spécifique à son égard, peuvent animer puissamment les médias.
Les analyses se rejoignent pour souligner l'efficacité émotionnelle du thème de l'enfant perdu. Parmi les appels à l'association « Le Sourire de l'enfant », il y a ceux de parents qui ont perdu le leur et pour qui c'est un moment d'espoir. Chaque enfant trouvé laisse escompter une progression dans les autres affaires de disparus : ainsi, les débuts de l'enquête réactivent pour la famille de Ben Needham la piste d'un enlèvement par des Roms, à laquelle la mère du garçon déclare n'avoir jamais cessé de croire. Plus généralement, pour tout parent, perdre son enfant est la pire des craintes. Et quand, comme dans le retournement de la presse irlandaise, la dialectique du cliché et de sa déconstruction montre ses limites en tant que facteur de dramatisation, la défense de l'unité familiale menacée reste un recours, fût-ce au bénéfice de Roms admis pour cette fois-là au statut de citoyens et de parents.
La baisse de l'intérêt du public, une fois identifiés les parents roms de la fillette, marque l'épuisement de ces ressorts. La conclusion de l'article de Moustique l'exprime en ces termes : « Depuis qu'on sait qu'il s'agit d'une enfant très pauvre confiée à des gens qui l'étaient un peu moins, Maria s'est fait oublier des gros titres. »

#### Attitude des médias grecs
Sur le site du magazine participatif européen Cafébabel, Giannis Mavris dresse un bilan de la couverture de l'affaire par les médias grecs, dont il rappelle qu'ils font l'objet dans ce pays d'une défiance particulière, notamment pour n'avoir joué aucun rôle d'alerte avant la crise économique. Après la découverte de la fillette et les tests ADN prouvant qu'elle n'était pas l'enfant biologique du couple qui l'élevait, la plupart des journaux n'ont pas hésité à lancer l'hypothèse d'un enlèvement, seuls quelques-uns d'entre eux mettant en garde contre les conclusions hâtives. De plus, le biais médiatique et l'exaltation des préjugés selon lesquels les Roms « ne sont pas des gens civilisés » n'ont pas épargné, sous une forme à peine atténuée, certains des organes de presse les plus réputés.
Sur le site de l'Institute of Race Relations, Ryan Erfani-Ghettani rappelle comment les envoyés des télévisions grecques (Alpha et Skai) à Pharsale ont exploité les vidéos familiales et les témoignages d'affection du voisinage : pour montrer que la fillette était élevée par l'ensemble de la communauté dans le but de faire de l'argent, d'abord par la mendicité, ensuite par le commerce sexuel. Par la suite, du fait d'une réaction de défiance des habitants du camp, les caméras de la BBC ont été refoulées, laissant par contrecoup penser que le camp cherchait à protéger une vie parallèle secrète.
Pour Giannis Mavris, le dénouement de l'affaire — l'absence d'activité criminelle avérée et l'ascendance rom de la petite Maria — a mis au jour la puissance des stéréotypes xénophobes. Il n'a cependant donné lieu, de la part de la presse, à aucun retour sur elle-même. La plupart des journaux ont choisi la solution du silence et l'issue de l'affaire a été traitée avec une grande sobriété. Cette absence d'auto-critique laisse l'observateur pessimiste sur la possibilité de rétablir la confiance envers les médias en Grèce.

#### Qualité de la couverture journalistique internationale
Quant aux médias internationaux, d'après l'analyse qu'en donne Natasha Dukach sur le site Fair Observer, ils n'ont pas suffisamment vérifié les informations produites par la presse grecque et ont repris une présentation biaisée de l'affaire, contribuant à la promotion de stéréotypes. Elle relève ainsi leur silence sur le fait que l'origine ethnique de la petite Maria avait été énoncée dès les débuts de l'enquête par le couple qui l'a élevée ; ou la propagation d'informations fausses, comme l'affirmation selon laquelle la mère biologique de l'enfant avait pris l'initiative d'en revendiquer la maternité, alors qu'elle n'a été identifiée qu'à l'issue d'une recherche et après que les tests ADN eurent écarté tous les parents putatifs. Krystal Thomas, auteur d'un travail universitaire sur la situation des Roms dans l'Union européenne, souligne comment le « mystère » de Maria, en occupant les gros titres, a mis ces populations sous les regards du reste de la communauté internationale : sa disparition instantanée, sans que soient analysés les stéréotypes négatifs qui avaient été diffusés, a en définitive suscité un mécontentement accru.
Estrella Israel-Garzón et Ricardo Ángel Pomares-Pastor, respectivement professeur et chercheur en sciences de la communication, ont pour leur part étudié comment l'affaire a été couverte par les journaux télévisés de plusieurs chaines publiques européennes (BBC, France 2, Rai 1 et La 1), du 19 au 22 octobre 2013. Il en ressort principalement que la présentation de l'information a contribué à la stigmatisation des populations impliquées, notamment par une ethnicisation des faits contraire aux normes de qualité en usage.
La stigmatisation est sensible d'abord dans les images présentées. Les vues du campement de Pharsale dénotent la marginalité du groupe. Sur les photographies où Christos Salis et Eleftheria Dimopoulou apparaissent avec la fillette, ils sont montrés côte à côte, regards parallèles, comme s'ils ne se connaissaient pas. Les portraits diffusés des deux parents, de face et de profil, manifestement de facture policière, les criminalisent d'emblée. Les clichés de l'enfant sont presque tous graves et empreints de tristesse. Deux d'entre eux, commente Isabelle Ligner sur le site associatif Dépêches tsiganes, fonctionnent sur un mode « avant/après » : tandis que le premier la montre en survêtement froissé, tête ébouriffée et visage sale, le second, où un sourire se dessine sur un visage propre surmonté d'une chevelure bien coiffée, suggère combien les bons traitements prodigués par les autorités contrastent avec la négligence du couple de Roms.
Selon les deux universitaires, c'est le primat donné à l'émotionnel sur le contenu informatif qui conduit à mettre en avant les éléments négatifs, le spectaculaire et l'incertitude concernant l'identité de la fillette, « ange blond » entouré de suspects à la peau sombre. L'apparence de l'enfant est supposée suffire à exclure que ses parents puissent être roms. Quant à l'ethnicisation qui résulte de l'insistance mise sur l'assignation des personnes à une identité ethnique, trait commun et constant du traitement de l'affaire, elle contredit, par son caractère systématique, les codes de déontologie journalistique établis par les télévisions elles-mêmes. « À travers la généralisation », notent-ils, « s'établit un fossé entre « nous » — les « blancs » lancés à la recherche des véritables parents — et « eux » — marginaux, ravisseurs, trafiquants d'enfants et de drogue —,. »
Bien que nourrie principalement de sources policières, l'information donne aussi la parole à des représentants de la communauté rom. Un effort manifeste est fait pour donner toutes les versions des évènements, ce qui peut être considéré comme un progrès dans la couverture de ce type d'affaire. Est ainsi présenté le point de vue d'une ONG (« Le Sourire de l'enfant ») et référence est faite aux groupes de défense des droits de l'homme. Cependant, dans la majorité des cas, l'information de contexte nécessaire à la compréhension fait défaut. L'affaire est présentée comme un élément de l'actualité mondiale, selon des critères de présentation qui ne diffèrent pas significativement entre médias publics et privés. Au fil des jours, l'attention se déplace des ravisseurs vers la recherche de la mère biologique ; après l'identification de celle-ci en Bulgarie, annoncée le 25 octobre, l'intérêt des médias, sensiblement réduit, passe de la recherche des géniteurs authentiques à la question ethnique.
En définitive, pour les deux universitaires, la couverture de l'affaire, qui s'est éloignée des normes de qualité applicables, montre combien « est nécessaire un traitement plus rigoureux et pluriel de l'information, où les critères interculturels et éthiques aideraient à surmonter la barrière de la différence excluante. »

#### Unité et diversité des médias européens
Daniel Bonvoisin part d'un constat qualitatif analogue : la plupart des organes de presse européens se sont contentés d'un traitement simpliste, à base de dépêches d'agence et de stéréotypes. Leur convergence autour d'un propos relativement uniforme est pour lui l'indice de la généralisation à tout le continent d'une même image des Roms, devenus des repoussoirs à l'échelle européenne. Une telle tendance est, à ses yeux, en cohérence avec le durcissement du discours politique sur ces minorités : un climat sans nuance a encouragé la presse à relayer d'une même voix la diffusion de rumeurs.
L'analyste conduit sur cette base une comparaison des organes de presse britanniques, français et irlandais, qui illustre comment l'utilisation des représentations sur les Roms a varié selon les contextes nationaux : 
- au Royaume-Uni, les Roms, quoique relativement peu nombreux, sont régulièrement évoqués et en général négativement : en 2013, l'imminence de l'intégration complète de la Bulgarie et de la Roumanie dans l'espace Schengen avait déjà donné lieu à de nombreux articles et discours politiques alarmistes, parfois ouvertement xénophobes ; un reportage du Daily Mail avait ainsi anticipé le déménagement en Grande-Bretagne de la moitié d'un village roumain au 1er janvier 2014. Le traitement peu nuancé qu'à quelques exceptions près les médias du pays ont réservé à l'affaire et qu'illustrent, entre autres, leurs descriptions du camp de Pharsale, était en phase avec les discours politiques hostiles aux immigrants de l'Est ; il permettait surtout d'exploiter le ressort d'audience traditionnel que constituent les affaires d'enfants disparus, élément économique important en particulier pour les tabloïds ;
- en France, la question rom est un thème récurrent du débat public ; aux expulsions en nombre et démantèlements de camps qui ont émaillé les présidences de Nicolas Sarkozy et François Hollande, se sont ajoutés les faits divers : en juillet 2013, la déclaration de Gilles Bourdouleix, « Hitler n’en a peut-être pas tué assez », qui fit vite exclure cet élu centriste de son parti ; celles, le même mois, du député de droite Christian Estrosi, se faisant fort de « mater » les Roms en situation irrégulière ; l'affaire Leonarda, en octobre 2013 ; ultérieurement, en juin 2014, celle du lynchage de Darius, un jeune Rom. Le cas de « l'Ange blond » s'inscrivait là dans un contexte déjà polarisé, entre des médias avant tout soucieux de résoudre le « problème rom » et d'autres qui privilégiaient une approche antiraciste et critique. Cette polarisation s'est retrouvée dans le traitement de l'affaire, qui a vu d'un côté Le Figaro donner la parole à un élu grec pour des propos très proches de ceux de certains maires de France, de l'autre des anthropologues développer dans Libération de quoi nourrir un « anti-mythe » capable de faire pièce aux stéréotypes ;
- en Irlande, les Roms sont relativement peu présents, non seulement démographiquement, mais aussi médiatiquement. Les médias n'y étaient pas déjà formés à l'idée d'un « problème rom ». Ils sont en revanche particulièrement sensibles à celui de la maltraitance des enfants dans le cadre d'institutions publiques, qui a régulièrement fait l'objet de révélations depuis les années 1990. Ces circonstances peuvent expliquer leur retournement, à propos des « anges blonds » irlandais, en faveur de la défense des familles roms contre les abus de la police et des services sociaux[5].

S'agissant du cas irlandais, Ryan Erfani-Ghettani rappelle pour sa part qu'avant cette inflexion, la presse influencée par l'affaire grecque était bel et bien parvenue à créer une hystérie auto-alimentée, les actions des autorités suscitées par la rumeur devenant des preuves de la réalité des enlèvements ; et que le rapport d'Emily Logan avait aussi rappelé les médias à leurs obligations, notamment en matière de protection de la vie privée (la fillette relâchée n'avait pas pu regagner sa maison assiégée par les journalistes).

### Représentations et attitudes concernant les Roms

#### Arrière-plan racial de l'image de «l'Ange blond»

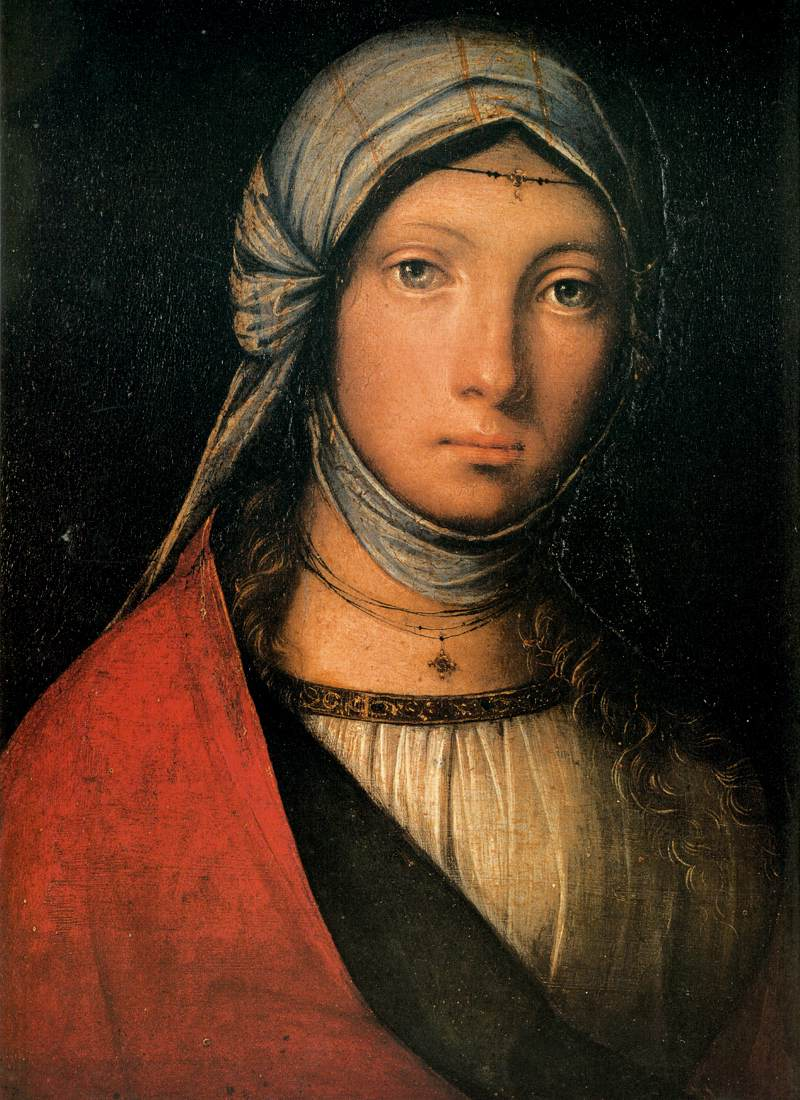
La Petite Bohémienne (vers 1505), tableau de Boccaccio Boccaccino (musée des Offices).

Pour l'historien et politologue Henri Deleersnijder, l'affaire est exemplaire des généralisations particulièrement abusives qui alimentent l'hostilité à l'égard des Roms. Par l'ampleur qui lui a été donnée, elle constitue en même temps, aux yeux de Daniel Bonvoisin, un moment privilégié pour analyser le discours médiatique sur ces populations. Il note qu'elle prend sa source dans une rumeur qui, comme celle d'Orléans, mêle le thème de l'enlèvement et l'orientation raciste : des enfants non-roms, comme le prouverait la couleur de leurs cheveux et de leurs yeux, auraient été enlevés par des Roms, chez qui ce serait une activité habituelle. Ainsi, en souscrivant à l'hypothèse policière de l'enlèvement, une grande part de la presse européenne souscrit aux préjugés qui la fondent, et le battage médiatique révèle d'abord l'arrière-fond racial qui structure l'imaginaire sur les Roms. Selon les termes de Zeljko Jovanovic, le traitement de l'affaire montre « à quelle vitesse l'Europe peut basculer dans l'hystérie raciste ».
Patrick McGuinness souligne dans Libération le racisme à peine voilé que véhicule le surnom de « l'Ange blond » donné à la fillette, le non-dit étant qu'elle est entourée de « démons noirs ». Pour la paléo-anthropologue Silvana Condemi, qui s'exprime dans le même journal, laisser entendre, sur sa simple apparence physique, qu'une petite fille ne peut pas appartenir à sa population, ou qualifier ensuite sa blondeur de « défaut des gènes provenant des parents », c'est encore entretenir l'idée de populations homogènes, « pures », non métissées, installées sur leur sol depuis la nuit des temps. Conception qu'elle rapproche de celle que mettaient en œuvre les nazis lorsque, systématisant les recensements antérieurs, et soutenus par les travaux à prétention scientifique de Robert Ritter et Eva Justin, ils utilisaient des mesures anthropométriques du crâne et de la face pour distinguer « purs tsiganes » et « métis tsiganes ». Paradoxalement, leurs résultats, qui allaient justifier les pires persécutions, mirent en évidence un très fort « métissage » de la population tsigane allemande. C'est qu'aucune population n'est exempte d'une variabilité biologique qui est le produit de son histoire, de ses déplacements, de ses relations avec d'autres et avec son environnement. Ce qui fait, entre autres, qu'on peut parfaitement être rom et blonde.

#### Réveil du préjugé du Rom voleur d'enfants

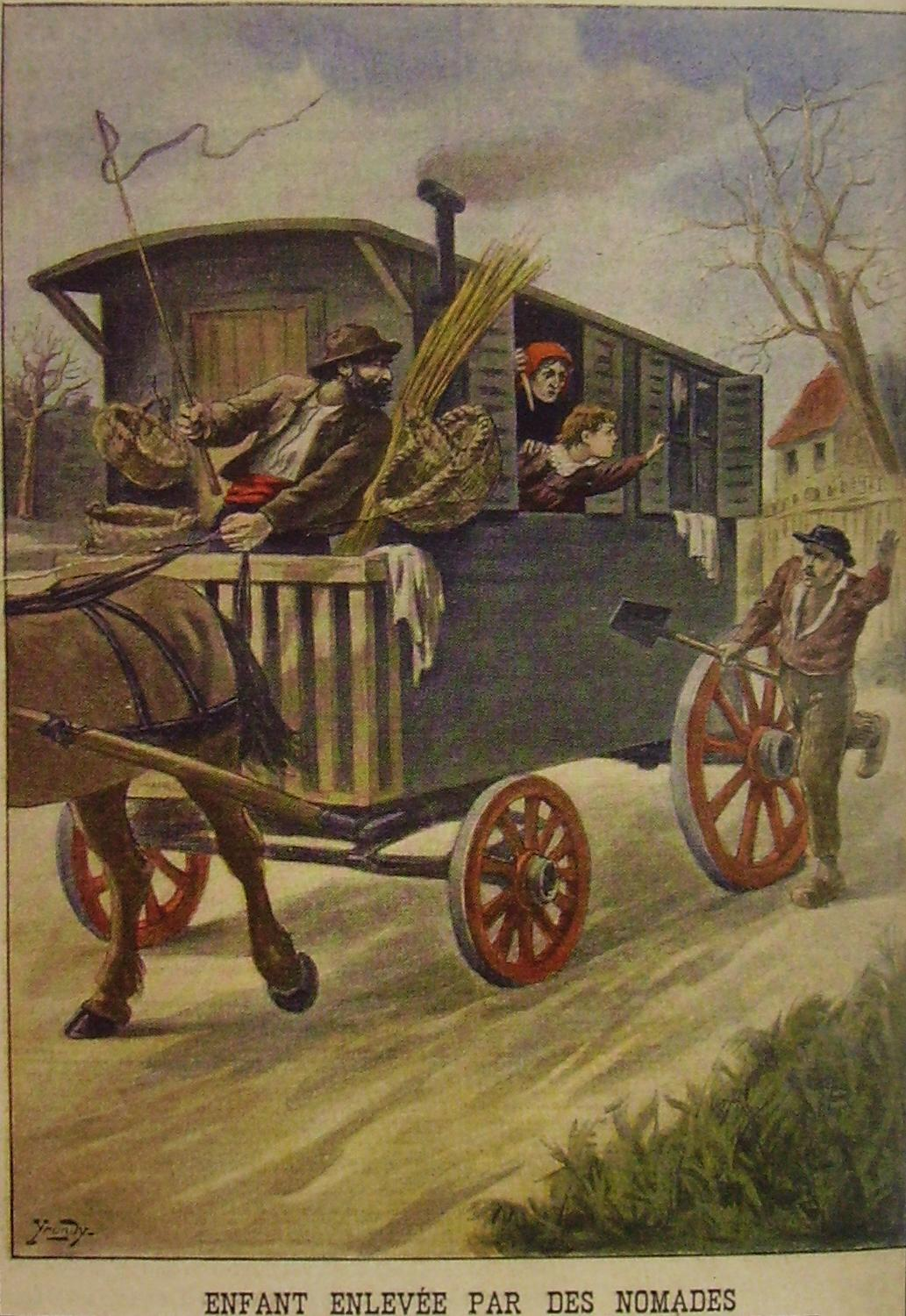
Enfant enlevée par des nomades, illustration publiée dans un supplément illustré du Petit Journal, en 1902.

« L'anomalie » que constituerait la blondeur de la fillette est, selon les termes de Daniel Bonvoisin, « exorcisée » par un autre cliché, celui du Rom voleur d'enfants. Sur le site Atlantico, Emanuela Ignatoiu-Sora, qui travaille à l'université de Florence sur la protection juridique des Roms, rappelle que ce préjugé fait depuis longtemps partie des fantasmes européens. Comme le précise Isabelle Ligner, il était très répandu au XIXe siècle et au début du XXe siècle, époques où il fut aussi propagé par la presse dans un contexte de répression des populations « nomades », considérées comme partie intégrante des « classes dangereuses ». « Ne traine pas dans la rue, ou les camps volants t’emporteront ! », pouvait-on encore entendre dans la France provinciale des années 1970.
Emanuela Ignatoiu-Sora rapproche ce préjugé de celui qui accusait les juifs de tuer des enfants chrétiens pour disposer de sang humain à Pâques. Elle regrette que de nos jours, alors qu'on assiste à une criminalisation croissante de tous les Roms, les médias alimentent ce processus en nourrissant les stéréotypes. Pourtant, souligne-t-elle, selon les anthropologues qui se sont intéressés à eux, la famille représente l'une des valeurs cardinales des Roms, et l'enfant un élément vital ; classiquement, les parents roms s'attachent à transmettre leur métier aux garçons et à marier les filles un peu plus tôt que dans la moyenne européenne, bien que ceci ne soit pas vérifié dans toutes les communautés. Elle conclut en ces termes : « Toutes ces questions de la criminalisation, des stéréotypes alimentés par les médias, renvoient finalement aux problèmes économiques et aux solutions auxquelles quelques-uns des Roms recourent afin de gagner leur vie. »
Dans The Guardian, Thomas Acton, spécialiste des Roms, affirme qu'il n'existe aucun cas avéré d'enfant enlevé par des gens du voyage,. Les anthropologues Marc Bordigoni et Leonardo Piasere relèvent dans Libération que, dans cette affaire, la pratique de l'enlèvement d'enfant par les Roms, développée en littérature par Cervantès avec le personnage de La Petite Gitane, s'avère une fois de plus une légende, comme, depuis un siècle, dans tous les cas pour lesquels il existe des archives. Pour eux, confier son enfant à d'autres, parents, alliés ou étrangers, comme l'ont fait les parents biologiques de Maria, est une constante dans l'histoire de toutes les populations connues des ethnologues, en Europe ou ailleurs. Selon Isabelle Ligner, dans la conception large de la famille qui est celle des Roms, l'enfant peut facilement être confié de façon informelle à un oncle ou à un « allié » de ses parents biologiques, et il est fréquent qu'un même couple élève à la fois de nombreux enfants biologiques et un ou plusieurs enfants dans le cadre d'adoptions non formalisées. Le CEDR insiste pour sa part sur le caractère exceptionnel du cas de Maria : s'il peut arriver que les enfants soient élevés dans la famille étendue, par exemple par les grands-parents, il est rare qu'ils le soient complètement en dehors de leur famille biologique.

#### Mise en cause des familles et des communautés roms

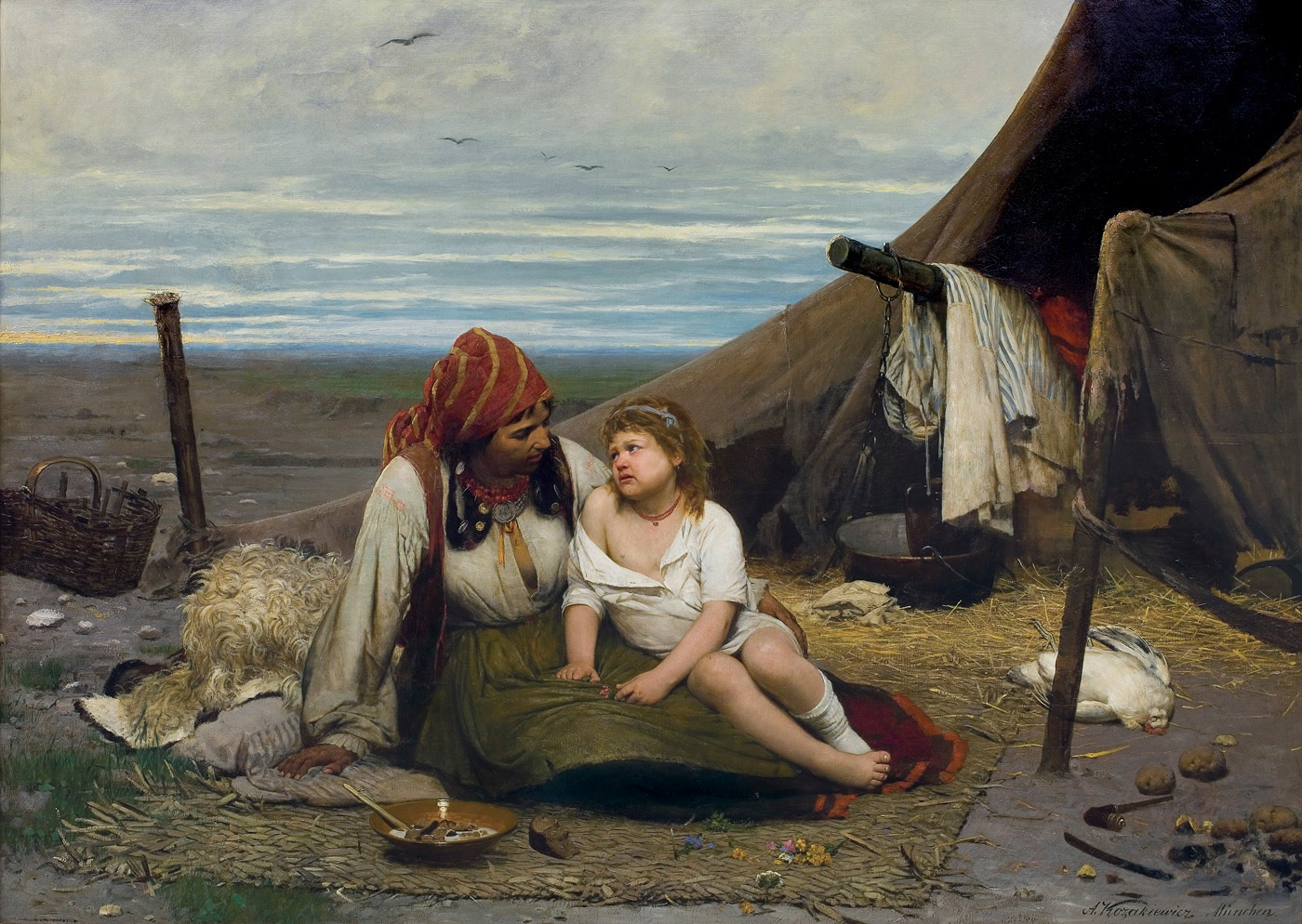
Famille tzigane, tableau d'Antoni Kozakiewicz (1841–1929).

Pour le politologue Huub van Baar, l'affaire illustre, après bien d'autres, les dommages que des allégations infondées peuvent causer, surtout quand la police, les médias et les politiques s'abstiennent de dénoncer l'abus d'images stéréotypées, quand ils ne s'y adonnent pas eux-mêmes. En revanche, peu d'attention a été donnée, sinon aucune, aux pratiques de profilage ethnique et aux atteintes aux droits des enfants auxquelles elle a donné lieu. La tolérance générale et tacite accordée à ces comportements est pour l'universitaire le signe de l'émergence contemporaine d'un « anti-gitanisme raisonnable ».
Aux yeux de Marc Bordigoni et Leonardo Piasere, le sort de la petite fille, placée en institution, comme celui de ses frères et sœurs d'adoption, également placés, ou encore celui, semblable, qui est alors envisagé pour ses frères et sœurs biologiques, illustrent tous une même réalité : dans les faits, c'est le contrôle institutionnel renforcé de la vie des familles, instauré en Europe à partir du XIXe siècle, qui se traduit par l'enlèvement d'enfants à leur milieu familial, « pour leur bien ». Les cas des Réunionnais de la Creuse, de 1963 à 1982 en France, ou des « enfants de la grand-route », de 1926 à 1973 en Suisse, en fournissent deux exemples. Dans The New York Times, Dan Bilefsky exprime la crainte qui se répand parmi les Roms dispersés à travers l'Europe, de se voir enlever leurs enfants sans autre raison que leur identité culturelle ou la couleur de leur peau.
Dans le même sens, la sociologue Ethel Brooks souligne l'ironie de la situation de la petite Maria, retirée à sa famille parce qu'on craignait qu'elle n'ait été enlevée, alors que le siècle dernier a été marqué, « des iles Britanniques aux Amériques, de la France à l’Espagne, de la Roumanie à la Russie, de l’Australie à l’Afrique du Sud », par l'enlèvement forcé des enfants roms à leurs familles. L'affaire montre une fois encore que la maternité rom n'est jamais sure, toujours susceptible d'être contestée. Comme celui des autres anges blonds, le traitement du cas de Maria exprime pour l'auteur un refus de la maternité rom qui renvoie à un projet plus vaste, « impliquant la critique des mères roms, le démantèlement des structures familiales roms, la déstabilisation des enfants roms ». La stérilisation forcée en République tchèque, la ségrégation scolaire en Hongrie, les opérations de police — expulsions, raids, démantèlement — menées dans les quartiers roms de Grèce, d'Allemagne ou de France mettent les Roms, leurs familles et leurs communautés en situation d'insécurité permanente.
La féminité, les formes de maternité et les mères roms elles-mêmes sont délégitimées, alors que c’est par elles que passe l'apprentissage de la langue, que les enfants deviennent des personnes et des membres de la communauté rom. Face à ces menaces, l'auteur en appelle à un féminisme rom qui, à la différence des conceptions libérales, ne peut à son avis que s'ancrer dans la résistance de la communauté.